# Publius Furius Philus (Konsul 223 v. Chr.)
Publius Furius Philus († 213 v. Chr.) entstammte der römischen Patrizierfamilie der Furier und war 223 v. Chr. Konsul sowie 214 v. Chr. Zensor.

## Abstammung
Laut dem Zeugnis der Fasti Capitolini und der Triumphalakten führte der Vater des Publius Furius Philus das Pränomen Spurius sowie sein Großvater das Pränomen Marcus. Allerdings ist weder über den Vater noch über den Großvater des Furius Näheres bekannt.

## Konsulat
Die erhaltenen Quellen berichten über Furius erst anlässlich seines Aufstiegs zum Konsulat von 223 v. Chr., das er gemeinsam mit Gaius Flaminius, dem späteren unglücklichen Verlierer gegen Hannibal, bekleidete. Beide Konsuln hatten den Auftrag, die oberitalienischen Kelten zu bekämpfen, gegen die Rom seit 225 v. Chr. Krieg führte. Die beiden Hauptquellen der Flaminius durchwegs abgeneigten Überlieferung sind der auf Quintus Fabius Pictor beruhende Polybios, der sich vor allem für das Militärische interessiert, sowie Titus Livius, dessen über das Jahr 223 v. Chr. handelndes Buch seines Geschichtswerks zwar verloren ist, aber durch spätere Auszüge und durch Anspielungen in Livius’ erhaltenen Büchern teilweise rekonstruiert werden kann. Laut Livius sei den Konsuln wegen ungünstiger Vorzeichen vom Senat brieflich befohlen worden, vom Kriegsschauplatz nach Rom zurückzukehren und ihr Amt niederzulegen. Flaminius habe das Schriftstück aber erst geöffnet, als er die Kelten geschlagen hatte, und diesen Erfolg als Vorwand für die Legitimierung seines Feldzugs genommen. Furius habe sowohl an Flaminius’ Sieg wie an dessen Unbotmäßigkeit gegenüber dem Senat Anteil gehabt. Beide Konsuln hielten sodann nach dem Zeugnis der Triumphalakten einen Triumph über die Gallier und Ligurer ab.

## Erste Kriegsjahre gegen Hannibal
Nachdem Gaius Flaminius 217 v. Chr. in der Schlacht am Trasimenischen See gegen Hannibal gefallen war, wurde Furius zum Praetor urbanus für 216 v. Chr. gewählt. Als die Römer in diesem Jahr in der Schlacht von Cannae eine weitere vernichtende Niederlage gegen den großen punischen Feldherrn hatten einstecken müssen, beriefen Furius und Marcus Pomponius Matho den Senat ein, um die zur Verteidigung der Hauptstadt nötigen Maßnahmen zu erörtern. Kurz danach übernahm Furius den Oberbefehl über die Seestreitkräfte. Er schiffte sich nach Nordafrika ein, wurde aber bei einem Gefecht nahe der Küste schwer verletzt. Deshalb war er gezwungen, wieder nach Sizilien zu segeln.

## Zensur und Tod
214 v. Chr. übte Furius die Zensur aus, wobei der Konsul von 227 v. Chr., Marcus Atilius Regulus, sein Amtsgenosse war. Nach der schweren Niederlage von Cannae hatte der gleichnamige Sohn des Furius von den Plänen des Lucius Caecilius Metellus und anderer junger Adliger erfahren, aus Italien über das Meer zu entfliehen, und darüber Bericht erstattet. Der Althistoriker Friedrich Münzer bezweifelt indessen die Existenz dieses Sohnes, da dieser später nicht mehr erwähnt wird. Jedenfalls bestraften Furius und Atilius den während ihrer Zensur als Quästor amtierenden Metellus und alle an dessen früheren Fluchtplänen Beteiligten mit unnachsichtiger Härte und versetzten sie unter die Aerarier. Trotz seiner Degradierung wurde Metellus für 213 v. Chr. zum Volkstribun gewählt und wollte nun die Zensoren vor Gericht ziehen, konnte dieses Vorhaben aber aufgrund des Widerstands der anderen Volkstribunen nicht durchsetzen.
Noch vor der Durchführung des Lustrums starb Furius 213 v. Chr., woraufhin Atilius als Zensor zurücktrat. Bis zu seinem Tod war Furius auch Augur gewesen.